# Personaggi de Il corvo
Questa pagina contiene informazioni relative ai personaggi della serie a fumetti Il corvo.

## Eric
Eric (in alcuni media Eric Draven) è un personaggio dei fumetti creato nel 1988 da James O' Barr come protagonista.
Eric e Shelly Webster sono due giovani innamorati in procinto di sposarsi. 
Nel fumetto hanno un guasto all’automobile, si fermano sulla strada e, sfortunatamente, un'auto con a bordo T-Bird, Tin Tin, Funboy, Tom Tom e TopDollar passa vicino a loro ed Eric comprende immediatamente la pericolosità del momento ed ordina a Shelly di chiudersi dentro l’auto. I cinque offrono ad Eric di aiutarlo con la sua auto in panne ma in realtà vogliono violentare Shelly. Eric tenta di difenderla, inutilmente. Un attimo prima di essere giustiziato da T-Bird, Eric vede uno spirito con sembianze di corvo che gli dice di accettare la sua fine. Eric si rassegna e T-Bird gli spara alla testa. Mentre Eric è a terra, morente, assiste allo stupro ed all’assassino della sua amata, uccisa da un colpo alla testa sempre da T-Bird, mentre lo spirito del corvo gli dice di non guardare. Eric sopravvive alla notte per poi morire mentre lo operano in ospedale.
Nel film invece l’aggressione avviene la notte prima delle nozze, la terribile Devil's Night (la Notte Del Diavolo), così chiamata a causa della puntuale esplosione di violenze in città. In questo caso il gruppo dei balordi è composto da T-Bird, Skank, Funboy e Tin Tin (manca Top Dollar e Skank è al posto di Tom Tom) che irrompono nel loro appartamento e a turno violentano Shelly dopo averla picchiata. Nel frattempo rientra in casa Eric che purtroppo viene accoltellato, gli sparano e lo lanciano dalla finestra.
Shelly morirà, dopo ore di sofferenze, in ospedale.
Dopo un anno dall'aggressione, Eric ritorna in vita grazie al corvo, che nelle antiche credenze faceva resuscitare l'anima di una persona per poter regolare i conti contro i suoi carnefici. Eric prepara la sua vendetta e ad uno ad uno uccide i suoi assassini, per poi tornare dalla sua amata per sempre.

## Sherry (Sarah Mohr)
Sherry è un personaggio dei fumetti creato da James O' Barr. Al cinema è stata interpretata da Rochelle Davis. 
Sherry è una ragazzina povera di Detroit, figlia di una tossicodipendente, Sandy, amante di FunBoy.
Un giorno Eric la incontra fuori dall’edificio dove vive FunBoy. Sua madre Sandy si sta prostituendo per ottenere una dose. Eric, mosso a pietà dal dolore della bambina, le regala la fede nuziale di Shelly.
Inoltre Eric, prima di compiere la sua missione finale, scrive una lettera all’agente Albrecht, chiedendogli di prendersi cura di lei.
Nel film, il personaggio viene chiamato Sarah Mohr ed è la migliore amica di Eric e Shelly. Alla fine del film viene rapita da Top Dollar ed Eric riesce a salvarla.
Nel film Il corvo 2, il personaggio è interpretato da Mia Kirshner e vive a Los Angeles. Durante l'apparizione di un corvo che riporta in vita il ragazzo di nome Ashe Corven, lei lo affiancherà per tutto il film. Durante lo scontro finale con Judah, si fa uccidere dal boss per poter ridare i poteri del Corvo ad Ashe. Nella prima sceneggiatura, lo sceneggiatore David S. Goyer aveva deciso che sarebbe stata Sarah ad indossare i panni del Corvo, ma alla fine la produzione convinse Goyer a creare un nuovo personaggio, che poi sarebbe stato Ashe Corven.

## Darryl Albrecht / Capitano Uncino
Darryl Albrecht è un personaggio dei fumetti creato da James O' Barr. Albrecht è un agente di polizia. Nel fumetto ha un ruolo minore ed appare solo in alcune vignette. La sua prima apparizione è quando Eric distrugge il negozio di Gideon dopo aver ucciso quest'ultimo.
Il superiore di Albrecht è un afroamericano che si chiama  capitano Uncino  ed è lui che si occupa del caso di Eric e Shelly. Inoltre va a trovare Eric in ospedale poco prima che lui muoia. Appare in poche tavole.
Nel film hanno deciso di chiamare il capitano Uncino come l’agente Albrecht. Svolge un ruolo comprimario ed è il primo a scoprire l'identità del Corvo e ad aiutarlo nella battaglia contro Top Dollar.
È stato interpretato dall‘attore Ernie Hudson.
Nella serie televisiva il personaggio è interpretato da Marc Gomes e si chiama Darryl Albrecht ed è un detective di polizia che indaga sulla ricomparsa di Eric Draven.

## Shelly Webster
Shelly è un personaggio dei fumetti creato da James O' Barr. Al cinema è stata interpretata da Sofia Shinas.
È la ragazza di Eric, deceduta a causa di una violenta aggressione da parte di quattro balordi: T-Bird, Skank, Funboy e Tin Tin che a turno la violentano e poi la uccidono con un colpo di pistola. Quando la vendetta di Eric, ritornato in vita grazie ad un Corvo, è compiuta, Shelly si ricongiunge al suo fidanzato, questa volta per sempre. Nel film, Shelly viene violentata nel suo appartamento e muore dopo 30 ore di sofferenza nell'ospedale della città.

## Top Dollar

Top Dollar nel film, con Myca e Grange

Top Dollar è un personaggio dei fumetti creato da James O' Barr. È il boss della mala della città di Detroit, oltre che capo della banda di T-Bird.

### Fumetto
Nel fumetto ha scarsa importanza e viene ucciso facilmente da Eric, il quale gli spara alla testa dopo aver ucciso i suoi uomini. Inoltre è presente la notte dell'omicidio di Eric e Shelly, contrariamente al film. Nel fumetto, inoltre, appare più vecchio rispetto alla sua versione cinematografica.

### Cinema
Nel film il corvo - The Crow è stato interpretato da Michael Wincott ed è il principale antagonista del film. Ordina a T-Bird di occupare un palazzo, abitato da Eric Draven e Shelly Webster , due giovani innamorati in procinto di sposarsi. T-Bird uccide i due giovani insieme al resto del gruppo. Un anno dopo, un corvo si posa sulla tomba di Eric ed il giovane resuscita. Tornato dal mondo dei morti, Eric uccide i suoi aggressori, compreso T-Bird. Incuriosito dal personaggio, Top Dollar sorveglia Skank, ultimo obiettivo del protagonista. A questo punto, Eric stermina tutti i criminali del boss, il quale riesce a scappare con Myca, amante nonché sorella carnale, e Grange, suo fidato subalterno. Top Dollar, dopo aver perso i componenti della sua banda, rapisce Sarah. Eric riesce a salvarla e a sconfiggere il perfido avversario.
Nel film, Top Dollar presenta due bracci destri che lo accompagnano dall'inizio e fino alla fine del film:
- Myca è un personaggio del film Il corvo - The Crow dove è interpretata da Bai Ling. È l'amante nonché sorella carnale di Top Dollar. L'unica a scoprire il potere di Eric, che infatti proviene dal corvo. È una assassina abilissima ed esperta in materie malefiche. Viene uccisa dal corvo, che le stacca gli occhi, e la fa precipitare dalla chiesa.

- Grange è un personaggio del film Il corvo - The Crow dove è interpretato da Tony Todd. È il braccio destro di Top Dollar e morirà verso la fine del film per mano del poliziotto Albrecht.

Top Dollar sarebbe dovuto ricomparire ne Il corvo 2 insieme al suo fidato subalterno Grange. Secondo lo script realizzato da David S. Goyer i due sarebbero tornati in vita e avrebbero combattuto Ashe Corven, protagonista del film. Goyer decise poi di rimuovere questi personaggi dallo script.

### La banda di T-Bird

#### T-Bird
T-Bird è un personaggio dei fumetti creato da James O' Barr. Al cinema è stato interpretato da David Patrick Kelly e, a differenza dell'originale cartaceo, il personaggio ha la pelle bianca. Inoltre, se nel film è un personaggio minore, nel fumetto si può definire l'antagonista principale della storia.
È il capo dei cinque balordi che violentano Shelly; è proprio lui ad uccidere Eric e Shelly ed è l'ultimo ad essere ucciso nel fumetto durante il massacro finale compiuto da Eric. Nel film è invece il penultimo a morire: viene legato alla macchina che poi esploderà.

#### Tom Tom (Skank)
Tom Tom è un personaggio dei fumetti creato da James O' Barr. Al cinema è stato interpretato da Angel David e, a differenza dell'originale cartaceo, il personaggio ha la pelle bianca e viene chiamato Skank. 
È il secondo balordo a morire per mano di Eric nel fumetto, dissanguato dall’amputazione subita alle gambe, mentre nel film è l'ultimo, lanciato fuori dalla finestra.
Nel fumetto esiste un altro personaggio di nome Skank, socio in affari di Tom Tom, ma appare solo in una tavola e muore assieme a Tom Tom decapitato da Eric

#### Tin Tin
Tin Tin è un personaggio dei fumetti creato da James O' Barr. Al cinema è stato interpretato da Laurence Mason. È il primo a morire dei quattro balordi comandati da T-Bird. Nel film è specializzato nell'uso di coltelli (abilità assente nel fumetto) e muore trafitto dai suoi stessi coltelli per mano di Eric, il quale glieli pianta nei suoi principali organi vitali in ordine alfabetico. Nel fumetto, invece, quest'ultimo lo uccide semplicemente sparandogli sotto il mento.. Nel romanzo ufficiale del film (scritto da Kenneth Roycroft) è rivelato che imparò ad utilizzare i coltelli dopo aver sequestrato un lanciatore di coltelli che lavorava in un circo e averlo costretto ad insegnargli l'abilità nell'uso delle suddette armi, per poi ucciderlo una volta aver imparato tutto ciò che gli serviva sapere.

#### Funboy
Funboy è un personaggio dei fumetti creato da James O' Barr. Al cinema è stato interpretato da Michael Massee.
Nel fumetto appare per la prima volta quando Eric sopraggiunge nel suo appartamento e gli ordina di condurlo da T-Bird.
È il terzo a morire dei quattro balordi nel fumetto e il secondo nel film. Nel fumetto Eric gli promette una morte veloce e lo convince a suicidarsi con un'iniezione letale di morfina, mentre nel film Eric dapprima gli spara ad una gamba e poi lo uccide piantandogli nel cuore diverse siringhe e disegnandogli un corvo di sangue sul petto. 
Il personaggio è l'unico dei balordi ad avere un dialogo profondo con Eric, per il quale prova quasi simpatia. 
Inoltre ha una relazione con Darla, la madre di Sherry (Sarah). 
Nel film è uno dei pochi personaggi ad avere l'aspetto identico a quello del fumetto.

## Altri personaggi

### Gabriel
Nel fumetto è una gatta che apparteneva ad un'anziana signora, Bea, uccisa da Tin Tin ed adottata da Eric quando ritorna per la sua vendetta. Quando Eric ha concluso la sua missione, regala Gabriel al capitano “Uncino”, un ufficiale di polizia che lo era andato a trovare in ospedale quando lui era in fin di vita e che ha indagato sulla morte sua e di Shelly.
Nel primo film invece, Gabriel vive già con Eric e Shelly e verrà affidata a Sarah dove la vedremo anche nel secondo film.

### Gideon
Gideon è un personaggio dei fumetti creato da James O' Barr. Al cinema è stato interpretato da Jon Polito. È il titolare di un banco dei pegni ed è a lui che T-Bird ha venduto l'anello di Shelly. Il suo fidanzato Eric se lo riprenderà con la forza dopo essere stato resuscitato grazie ad un corvo. Nel fumetto viene ucciso da Eric, mentre nel film viene risparmiato da Erik e ucciso da Top Dollar. Sia nel fumetto che nel film, inoltre, Eric gli fa saltare in aria il negozio.

### Sandy (Darla Mohr)
Sandy è un personaggio dei fumetti creato da James O' Barr. Al cinema è stata interpretata da Anna Levine dov'è però chiamata Darla. È la madre di Sarah, nonché amante di Funboy. Non bada alla figlia perché passa il proprio tempo tra droga e prostituzione. Quando Eric si scontra con Funboy, libera la donna e la convince a tornare dalla figlia. Nel secondo film non è menzionata, tuttavia nel romanzo ufficiale Sarah, raccontando ad Ashe il suo passato spiega che, tempo dopo il suo incontro con Eric, è tornata a drogarsi, per poi morire di overdose.

### Skull Cowboy
Skull Cowboy è un personaggio dei fumetti creato da James O' Barr. Al cinema è stato interpretato da Michael Berryman, ma in fase di montaggio le scene con questo inquietante personaggio furono eliminate. Infatti la produzione decise di dare maggior risalto alla simbiosi tra l'uomo ed il corvo, evidenziando la nuova vulnerabilità di Eric nel momento in cui l'uccello viene ferito. Nel fumetto appare in alcune vignette ed è lui ad inviare il corvo verso Eric per riportarlo in vita. Nel film, Skull Cowboy sarebbe dovuto apparire in due sole scene: la prima quando Eric risorge e la seconda prima che Eric affronti Top-Dollar, dove rivela al ragazzo che la sua vendetta è compiuta e che ha perso così i suoi poteri.
L'aspetto di questo personaggio è quello di uno scheletro vestito con un grosso cappello da cowboy.